# サウラパニ
サウラパニ(Saurpani)は、ガンダキ県ゴルカ郡の村落開発委員会である。1991年の国勢調査の時点で、町には1,052戸の家があり、5,178人の住民が住んでいた。
2015年4月25日には、サウラパニの深さ15kmを震源とし、Mw7.8のネパール地震が発生した.

## 概要
ミニグリッドを介して24時間の電力があり、村はカトマンズとフォルムゴルカからの直行バス輸送で行くことができます。サウルパニは、海抜約1,439メートル(4,721フィート)から3200メートル(10498フィート)の丘の頂上に位置しています。
サウルパニはゴルカ宮殿から約59.8km、パルンタール空港から68kmです。Abu KhaireneyからDaraudi川のほとりを走ってSaurpani Bazarまで砂利道があり、もう1つの道路はGhyampeshal-Bakot-palkhu-swara-saurpaniとMasel-Pandrun-Takukot-takumajh lakuribot-Saurpaniです。村は2015年4月25日の地震でひどい影響を受けた。

## 経済
人口の最大は農民です。彼らは主にトウモロコシ、キビ、水田を栽培しています。若くてエネルギッシュな人口のほとんどは、首都または海外の異なる国にいます。美味しくて食欲をそそるオレンジで知られるスンダルダンダという名前の村があります。

## 観光
道路がダラディ川の川岸に沿って作られる前に、ポーター、ボア、トレーダーは、丘陵地帯のトレイルから配給、食料、日常的な必要なものを取っていました。トレッカー以外に観光客はいない。